# Doña Remedios Trinidad
Doña Remedios Trinidad (Bayan ng Doña Remedios Trinidad) är en kommun i Filippinerna. Kommunen ligger på ön Luzon, och tillhör provinsen Bulacan. Folkmängden uppgår till 86 994 invånare.
Doña Remedios Trinidad Dumalag i 8 barangayer.

## Bildgalleri

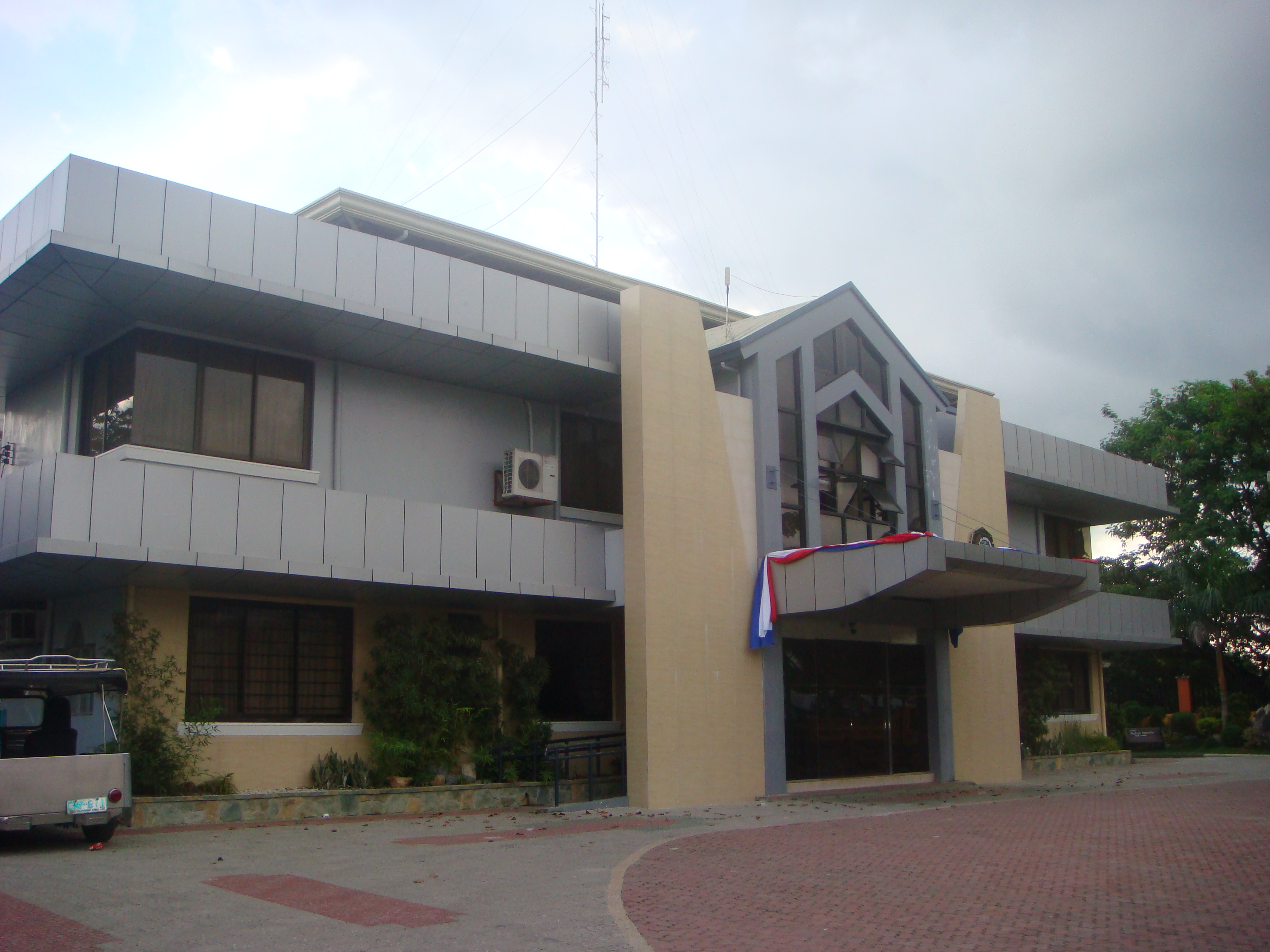
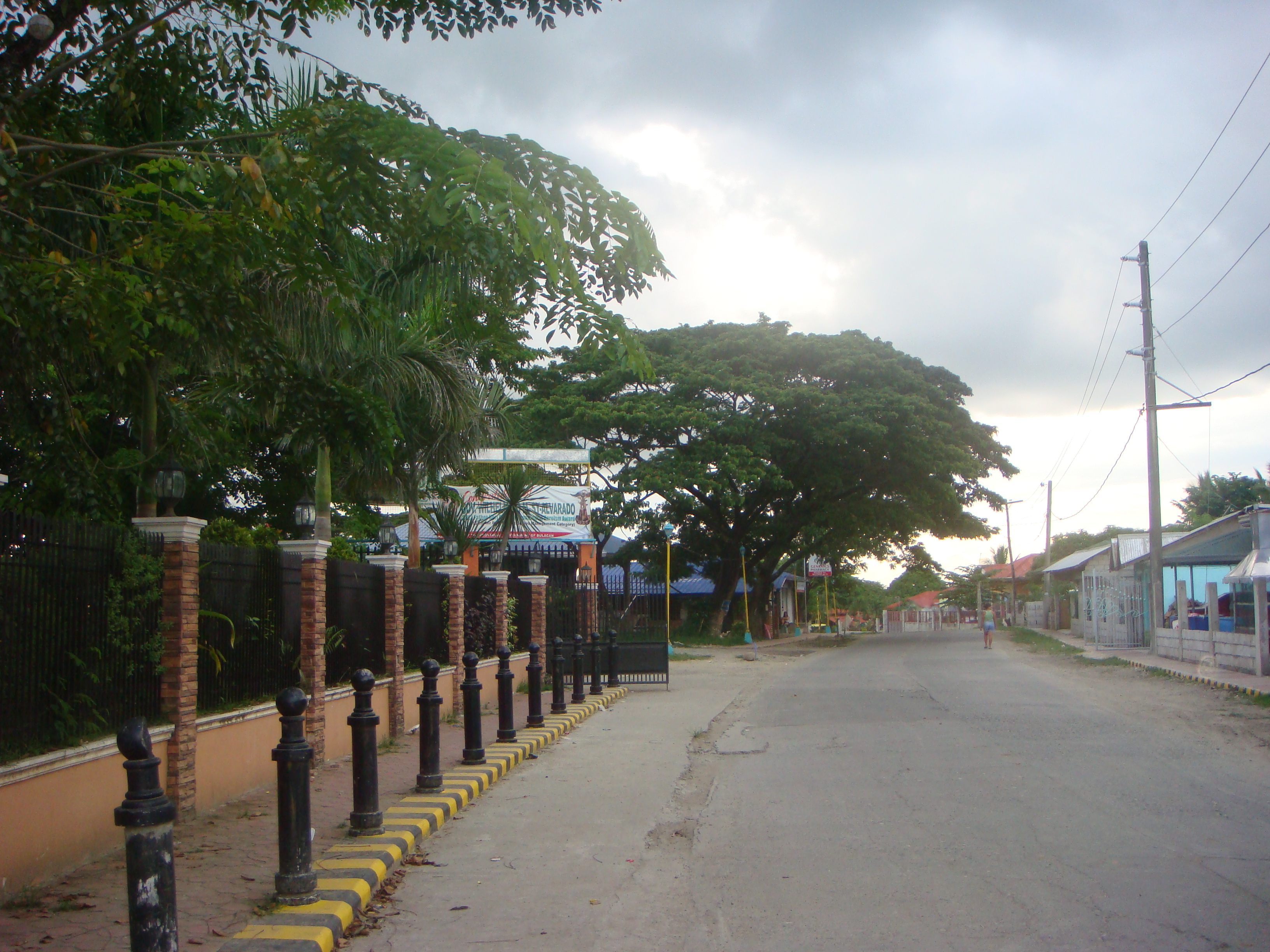
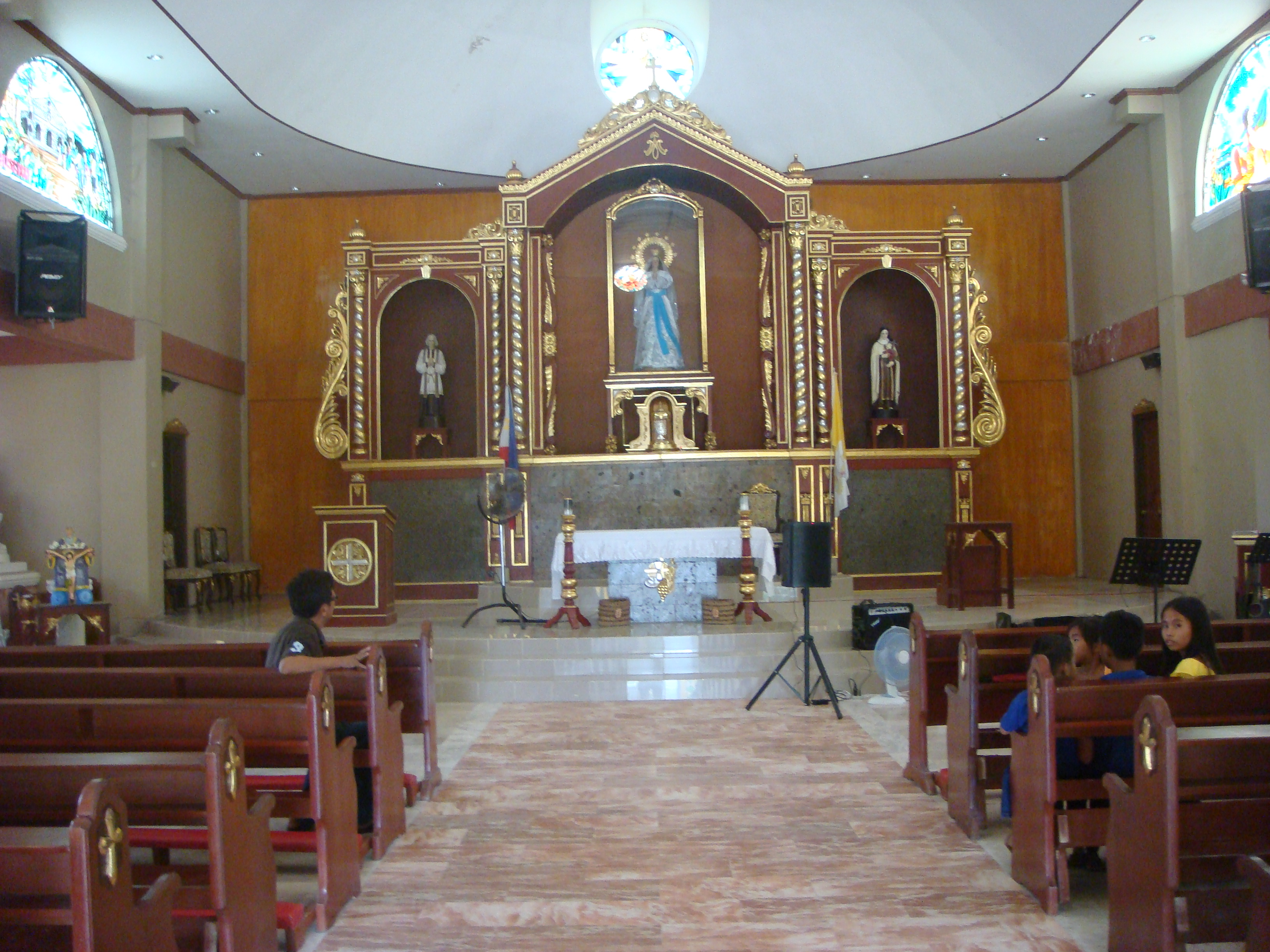